# 進め!!聖学電脳研究部
『進め!!聖学電脳研究部』（すすめ!!せいがくでんのうけんきゅうぶ）は、平野耕太による日本の漫画作品。

## 概要
アスキー刊行の『ファミ通PS』（後のファミ通PSP+PS3）にて、1997年から1998年まで連載され、単行本は新声社より1999年に発売されたが、新声社の倒産により絶版、2003年に角川書店より再刊された。新声社版の後書きによると、『ファミ通PS』の連載にも拘らず、編集部との確執から所謂「干されていた」状態で、アスキー（現エンターブレイン）から単行本化されず、お蔵入りになりかけていたという、いわく付きの作品である。
さらにはプレイステーションを取り扱っている雑誌に連載されていたにも拘らず、最終回においてセガサターンソフト『機動戦士ガンダム ギレンの野望』賛美を行った（シリーズのプレイステーション第1作、「ジオンの系譜」発売前である）。
作中に登場する人名や、いくつかの名称（西新井、綾瀬、北千住など）は、作者が在住の足立区内、もしくは近辺の地名である。

## あらすじ
聖学園高校に転校してきたゲーマーの高校1年生、西新井護がひょんなことからゲーム好きの変人集団「電脳研究部」に入部することになり、奇妙な出来事に巻き込まれる。

## 登場人物
西新井護（にしあらい まもる）
寺門兄弟のインパクトが強烈だが、一応は本作の主人公。ゲーム好きな普通の高校1年生であったが、引っ越してきた翌日にゲームセンターで綾瀬由紀と出会い、そこから電脳研究部との関係が始まることとなる。連載初期は寺門に対してツッコミ役に回ることが多かったが、段々と影響を受けて行き、後期には寺門兄弟とのトリプルボケを務めるほどの立派な変人となってしまう。物語開始以前、全国格闘ゲームキャラバンという大会にて、1995年度には中部地区代表、1996年度には全国3位となっている。その為、古奈美と奈夢子にスカウトされる程の有名人である。が、そもそもこの作品では格闘ゲームどころかゲーム自体をやっているシーンが非常に少なく、その腕前が発揮されたのは数回程度である。
綾瀬由紀（あやせ ゆき）
電脳研究部部員。ゲーマーで、西新井には僅かに及ばないものの相当な腕前を持つ。眼鏡の似合う美少女だが、ショックを受けるとすぐに気絶してしまうという癖がある。かなり重度の腐女子でもあり、中学時代からやおい系の同人活動をしている。第1話の初登場時ではゲームセンターでバイトをしていた。
寺門（てらかど）
電脳研究部の部長。下の名前は不明。クソゲーマニアで重度のオタク。クソゲーマニアなので最近の格闘ゲームなどはそれほど上手くなく、知識もない。バレンタインに古奈美と奈夢子の本命チョコを照れながら受け取った事もあるが、基本的にゲームキャラの女性以外に興味がない。ブスに厳しい。常識を遥かに逸脱した変人だが、ルックスは悪くなく、セフィロスのコスプレが非常に似合う。好きな科目の成績は校内トップクラスだが、嫌いな科目をボイコットする為に総合的な成績は悪い。就職活動にあぶれたため、字楽先生の紹介により秘密結社「グランドクロス団」にスパイとして入社する。
角川版単行本に収録された後日談『進め!!聖学以下略。』では聖学園の教師となり、電脳研究部の顧問となっている。作者の別作品『以下略』の最終回においても聖学園の教師として司と共に出演している。
寺門司（てらかど つかさ）
寺門の弟で小学6年生。ツッパリ達とのゲーム勝負以降からレギュラー化。兄に勝るとも劣らない変人かつゲームオタクであり、第14話にて西新井に「イヤな子供」と評されるほど。同い年の子供の遊びが大嫌いで「ガキ臭い」と切り捨てる。同級生の友達は一人もいないらしく、遅刻や早退を最大限利用して、ほぼ毎日部室に遊びに来る。
『進め!!聖学以下略。』では聖学園に入学し、電脳研究部の部長となっている。
梅田古奈美（うめだ こなみ）
電脳研究部部員の2年生。巨乳でコスプレ好きの美少女。寺門に恋愛感情を抱いているが全く相手にされていない。名前はコナミから採ったもの。
梅島奈夢子（うめじま なむこ）
電脳研究部部員。古奈美と同じく2年生。こちらも巨乳でコスプレ好きの美少女。古奈美と同じく寺門に恋愛感情を抱いているが全く相手にされていない。名前はナムコ（後のバンダイナムコゲームス）から採ったもの。
間久部字楽（まくべ あざらく）
電脳研顧問で神学教師。しかし悪魔マニアであり、影の中から現れたり、ゾンビや怪物を作ったりするなど、神学教師らしからぬ、本当に人間かどうかも怪しい人物。通称「悪魔さん」。自力で焼き捨てることが出来るものの、なぜか佐野厄除大師のお札で怯む。催眠術も使え、寺門が唯一頭の上がらない存在である。『バイオハザード』のタイラント2体と素手で戦い、チョークスリーパーで勝利するなど、異常な強さを発揮する。秘密結社の幹部に友人がいる等、底知れない人脈の持ち主でもある。
同作者の別作品『HELLSING』の最終回には、本作の間久部を原型とした同名の人物が登場している。
ブラック亮太郎（ブラックりょうたろう）
秘密結社グランドクロス団極東支部首領で、将軍。字楽先生の紹介で寺門の面接を行ない、採用した上司。文化祭で「人類総変態説とは?」という題で特別公演を行った田中亮太郎と同一人物かは不明。
竹ノ塚ヒロシ（たけのづか ひろし）
北千住高校の番長で、ゲームセンターでの遊行費として部費を得る為に作ったゲーム部の部長。通称ツッパリ。西新井にゲームセンターで因縁をつけ、寺門に返り討ちに遭う。それ以来、電脳研を目の敵にしており、学ラン集団と共に学園祭に殴り込みなどをする。常軌を逸したスケールのリーゼントをしている。
ブス
北千住高校のゲーム部部員。名前は無く、2人いる。コスプレが趣味で、性格は顔と同様最悪。作中では『ときめきメモリアル』のキャラのコスプレをしているが、服装と髪型以外は全く似ていない（本人達はそっくりだと思っている為、寺門達に色仕掛けを行って不快な気分にさせた事もある）。口癖は「きもちワル～い」。
北千住高校ツッパリ大軍団
学ランを着込んだ集団で、懐に凶器を忍ばせている。竹ノ塚ヒロシの連れ。デッサンがおかしく、言動もおかしい集団である。リーダーはヒロシのようだが、各人が「ノガミまでテクるぜ」等、わけの判らない事を喋っており、統制されていない。喧嘩はそれなりに強いようである。字楽先生に催眠術をかけられた主人公達に倒された。
パタリロ風味の人
『進め!!聖学以下略。』に登場する入部希望者。独特の言い回しをし、寺門兄弟も認めるゲーマー（糞人間）。モデルは佐藤大輔。

## 単行本
本編が『ファミ通PS』の判型に合わせて通常よりやや横長になっており、単行本のサイズにすると、どうしても下に余白が出来てしまうことから、その穴埋めとして新声社版、角川書店版共に本編と無関係のすごろくがおまけとして下段に描かれている。コマの文章は平野本人が考えている。

## ネタとして扱われるゲーム（もしくはクソゲー）
- 暴れん坊天狗
- いっき
- アーガス
- オリュンポスの戦い 愛の伝説
- 都留照人の実践株式倍バイゲーム
- 夢幻戦士ヴァリス
- スーパーブラックオニキス
- スーパーアラビアン
- サーカスチャーリー
- クロックタワー2
- アーバンチャンピオン
- スパイvsスパイ
- 天下一武士 ケルナグール
- ラサール石井のチャイルズクエスト
- 水晶の龍
- キングスナイト
- 聖飢魔II 悪魔の逆襲
- ゴルゴ13 第一章神々の黄昏